# مشعل السعيد (لاعب كرة قدم)
مشعل السعيد (بالإنجليزية: Mishaal Al-Saeed)‏؛ مواليد 18 يوليو 1983 في الأحساء، السعودية، هو مدير كرة القدم بنادي الاتحاد حاليًا ولاعب كرة قدم سعودي لعب سابقاً لنادي الاتحاد السعودي ومنتخب السعودية لكرة القدم.
لعب سابقاً لأندية هجر والاتحاد والاتفاق والفتح والوحدة كما لعب في حواري الاحساء مع فريق القادسية بالرقيقه بالاحساء.

## الأهداف الدولية
| # | التاريخ        | الموقع                    | المنافس | الهدف | النتيجة | المنافسة             |
| - | -------------- | ------------------------- | ------- | ----- | ------- | -------------------- |
| 1 | 22 نوفمبر 2010 | استاد 22 مايو، عدن، اليمن | اليمن   | 4–0   | فوز     | كأس الخليج العربي 20 |

## الإنجازات

### النادي
الاتحاد
- دوري أبطال آسيا: 2005، 2006.[1]
- كأس خادم الحرمين الشريفين: 2017.[1]

 الفتح
- دوري المحترفين السعودي: 2013–14.[1]

## الإحصائيات

### النادي
| النادي          | الموسم        | الدوري | الدوري  | كأس خادم الحرمين الشريفين | كأس خادم الحرمين الشريفين | كأس ولي العهد | كأس ولي العهد | قاري   | قاري    | أخري   | أخري    | المجموع | المجموع |
| النادي          | الموسم        | الظهور | الأهداف | الظهور                    | الأهداف                   | الظهور        | الأهداف       | الظهور | الأهداف | الظهور | الأهداف | الظهور  | الأهداف |
| --------------- | ------------- | ------ | ------- | ------------------------- | ------------------------- | ------------- | ------------- | ------ | ------- | ------ | ------- | ------- | ------- |
| الاتحاد السعودي | 2009          | 0      | 0       | 0                         | 0                         | 0             | 0             | 1      | 0       | —      | —       | 1       | 0       |
| الاتحاد السعودي | 2009–10       | 11     | 0       | 0                         | 0                         | 0             | 0             | 4      | 0       | —      | —       | 15      | 0       |
| الاتحاد السعودي | 2010–11       | 20     | 0       | 0                         | 0                         | 2             | 0             | 10     | 0       | —      | —       | 32      | 0       |
| الاتحاد السعودي | 2011–12       | 22     | 0       | 0                         | 0                         | 1             | 0             | 6      | 0       | —      | —       | 29      | 0       |
| الاتحاد السعودي | 2012–13       | 9      | 0       | 0                         | 0                         | 1             | 0             | 0      | 0       | —      | —       | 10      | 0       |
| الاتحاد السعودي | المجموع       | 62     | 0       | 0                         | 0                         | 4             | 0             | 21     | 0       | 0      | 0       | 87      | 0       |
| الفتح السعودي   | 2013–14       | 11     | 0       | 0                         | 0                         | 1             | 0             | 4      | 0       | 1      | 0       | 17      | 0       |
| الوحدة السعودي  | 2015–16       | 0      | 0       | 0                         | 0                         | 0             | 0             | 0      | 0       | —      | —       | 0       | 0       |
| المجموع الكلي   | المجموع الكلي | 73     | 0       | 0                         | 0                         | 5             | 0             | 25     | 0       | 1      | 0       | 104     | 0       |

المصدر:

### الدولية
| المنتخب الوطني | العام   | المباريات | الأهداف |
| -------------- | ------- | --------- | ------- |
| السعودية       | 2010    | 7         | 1       |
| السعودية       | 2011    | 1         | 0       |
| المجموع        | المجموع | 8         | 1       |

المصدر: